# 9K52 Luna-M
9K52 Luna-M (ryska: Луна-М, Nato-rapporteringsnamn FROG-7) var ett sovjetiskt raketartillerisystem som avfyrade ostyrda spinnstabiliserade 9M21-raketer. Den utvecklades ursprungligen på 1960-talet för att ge artilleristöd på divisionsnivå med taktiska kärnvapen, men modifierades gradvis för konventionellt bruk. 9K52 efterträddes så småningom av OTR-21 Tochka.

## Historia
Ursprungligen kallad 3R-11 eller 9R11, var en fastbränsleraket med fyra vinkelräta vernierkammare omedelbart bakom stridsspetsen. När huvudmotorn antänds, aktiveras vernierkamrarna som fick raketen att rotera och därmed stabilisera den. På långa avstånd hade 9M21 en nominell CEP på 400 meter. Västerländsk underrättelsetjänst uppskattade att dess CEP vid maximal räckvidd var 500 till 700 meter, men ryska källor uppgav att den troliga nedslagspunkten var inom ett område på 2,8 kilometer.
Den ursprungliga 3R11-raketen, även känd under sin militära beteckning R-65 (NATO: FROG-7A), var 8,9 meter lång. Den ersattes 1968 med den förbättrade R-70 (NATO: FROG-7B) som var 9,4 meter lång. Denna nya varianten möjliggjorde byte av stridsspets och tillägg av luftbromsar på raketens baksida, vilket sänkte minimiräckvidden till 15 km.
Raketen var monterad på en robotavfyrningsplattform (TEL) betecknad 9P113 som var baserad på lastbilen ZIL-135LM. Den hade även en stor hydraulisk kran för snabbare omlastning. Transportfordonet 9T29, också den baserad på ZIL-135RTM-chassit, kunde bära upp till tre 9M21-raketer.
Förutom dess dåliga precision var det faktum att raketen utsattes för väder och vind en annan nackdel med systemet, särskilt när den var utrustad med temperaturkänslig kärnstridsspets. I början av 1960-talet experimenterade Sovjetunionen med en modifierad 9P113 robotavfyrningsplattform med en helt sluten överbyggnad och utfällbart tak. Detta löste dock inte problemet helt, vilket bidrog till utvecklingen av OTR-21 Tochka.

## Användning

### Sovjetunionen
I sovjetisk tjänst organiserades Luna-M i en bataljon per division. Varje bataljon var organiserad med ett ledningsbatteri och två raketbatterier. Ett raketbatteri bestod av fyra 9P113-fordon med (i genomsnitt) sju raketer. Bemanning var 20 officerare och 160 värnpliktiga.
Ledningsbatteriet uppgick till cirka 80 personer och gav bataljonen lednings- och logistiskt stöd. Fordonen var fyra 9T29 transportfordon, ett 9T31M1 kranfordon (Ural-375 D), tre ZIL-157s underhållshållsfordon och ett PKPP underhåll/kontrollfordon (ZIL-131).
Varje raketbatteri var organiserat med en ledningspluton, en meteorologipluton, en undersökningspluton och två raketplutoner. Ledningsplutonen var utrustade med ett 9S445M-kommandofordon (baserad på Gaz-66) med ballistikdator, radioapparater och telefoner. Meteorologiplutonen hade en RMS-1 meteorologisk radar med kraftenhet som bogserades av en GAZ-66. Undersökningsplutonen använde en GAZ-69, GAZ-66T eller UAZ-452T för att förbereda batteriplatsen. Raketplutonen hade en enda 9P113.
Att förbereda robotavfyrningsplattformen för avfyring kunde ta från 15 till 30 minuter, och avfyringsplatserna var i allmänhet belägna 20 till 25 kilometer bakom frontlinjen. Det var det artillerisystem med längst räckvidd som var tillgängligt för en divisionsbefälhavare och vanligtvis reserverat för speciella uppdrag. Raketens dåliga precision på långa avstånd gjorde att användningen av konventionella stridsspetsar inte räckte till för stora och viktiga mål. I stället förlitade man sig på kärnstridsspetsar eller stridsspetsar med stridsgas.

### Kuba
Sex av den ursprungliga versionen av 9M21 fanns på Kuba under Kubakrisen i oktober 1962.  Dessa missiler, som var redo att avfyras, hade kärnstridsspetsar installerade. Luna-M var senare omfattande utplacerad i vissa sovjetiska satellitstater. Raketen har exporterats till ett stort antal länder.

### Syrien
I vad som blev dess första användning i strid, avfyrade syriska styrkor en FROG-7 mot Galileen den 7 oktober och 8 oktober 1973, under Jom Kippurkriget. Trots att raketerna var riktade mot israeliska flygbaser som Ramat David, träffade de flera israeliska bosättningar. Dessa oavsiktliga attacker på civila gav Israel rättfärdigande att inleda en ihållande flygkampanj mot mål inne i själva Syrien.
Från och med 2012, under det syriska inbördeskriget, avfyrade den syriska armén flera FROG-7-raketer mot olika områden under kontroll av rebeller. 

### Irak
Irak använde intensivt FROG-7-raketer i Iran–Irak-kriget. Efter kriget med Iran modifierade Irak sitt lager av 9M21 genom att utöka deras räckvidd till 90 km och montering av en stridsspets med klusterammunition. Den uppgraderade raketen döptes om till Laith-90. Den 21 februari 1991, under operation Desert Storm, drabbades senegalesiska trupper hårt av en Laith-90 som dödade åtta senegalesiska soldater. 
Under 2003 års invasion av Irak besköts högkvarteret för 2:a brigaden, US 3rd Infantry Division och träffades av vad som antingen var en irakisk FROG-7.. Tre soldater och två inbäddade journalister dödades. Ytterligare 14 soldater skadades och 22 fordon förstördes eller allvarligt skadade, de flesta av dem HMMWV.

### Jugoslavien
Under loppet av de jugoslaviska krigen sköt serbiska styrkor FROG-7-raketer mot ett antal kroatiska styrkor, som Orašje i utkanten av Zupanja, i december 1992, där flera civila dödades. Även den militära flygplatsen Zagreb besköts den 11 september 1993, medan slaget vid Medak Pocket fortfarande pågick.

### Libyen
RAF -jetplan riktade och förstörde
FROG-7-batterier som bemannades av Gaddafitrogna styrkor söder om Sirte i det libyska inbördeskriget 2011 förstördes av stridsflygplan från Storbritanniens flygvapen.

## Varianter
- 9M21B – Kärnvapenbärande variant utrustad med en av tre alternativa stridsspetsar. Den ursprungliga AA-22 hade en variabel sprängstyrka på 3, 10 eller 20 kiloton. AA-38 var en förbättrad version med samma tre inställningar. AA-52 hade fyra sprängstyrkor på 5, 10, 20 och 200 kiloton.[1]
- 9M21E – Klustervariant utrustad med en 9N18E stridsladdning som bär substridsdelar med riktad sprängverkan.[1]
- 9M21F – Standardvariant utrustad med en 9N18F högexplosiv stridsspets.[1]
- 9M21Kh – Kemisk variant. Stridsspetsen på 436 kg är utrustad med en zonrör och bär 216 kg VX-nervgas.[1]
- Laith-90 – Irakisk version med utökat räckvidd (90 km) och submunitionsstridsspets.
- PV-65 – Träningsraket.[1]

## Galleri

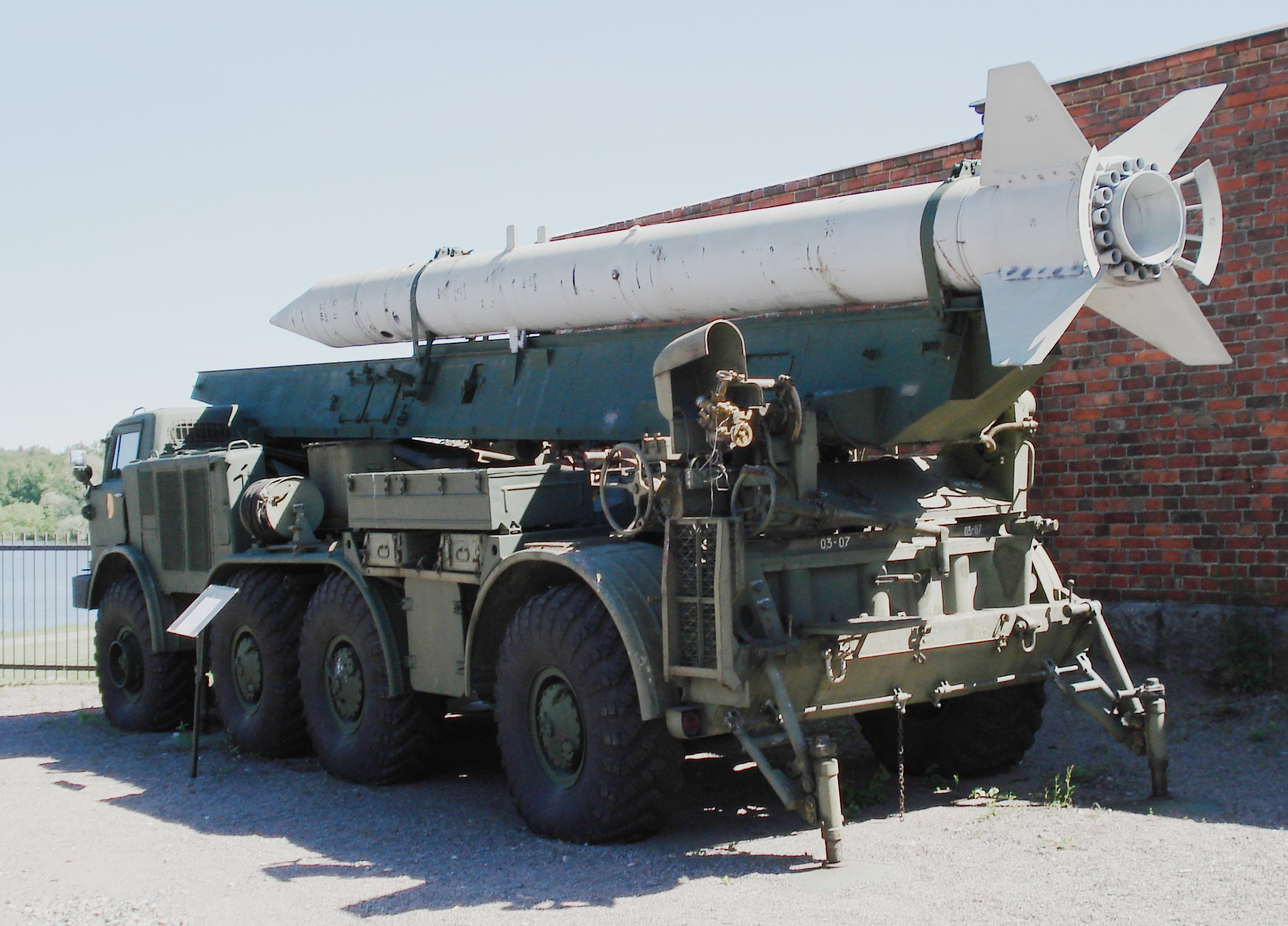
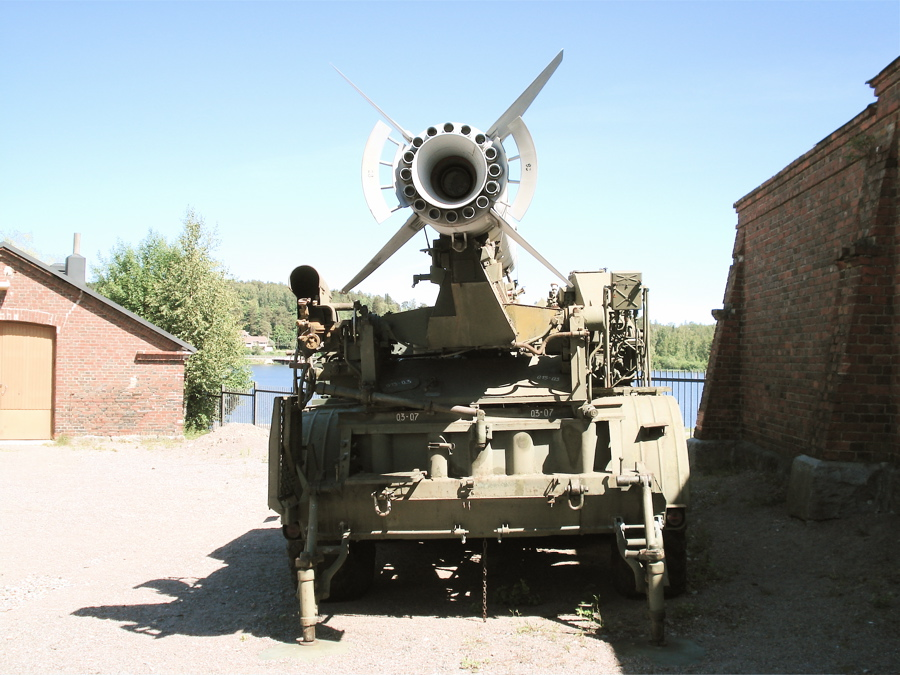
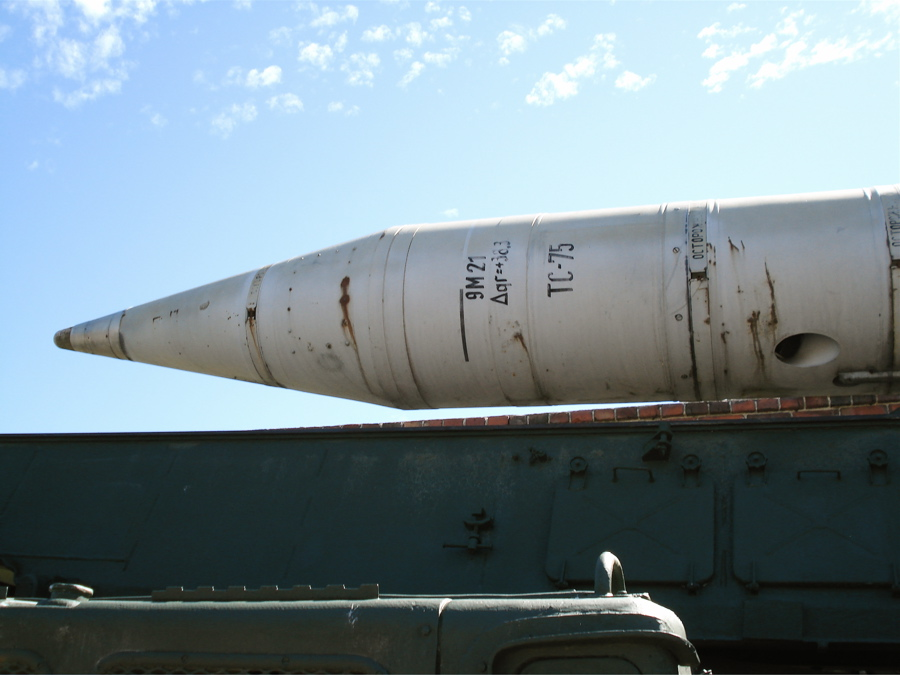
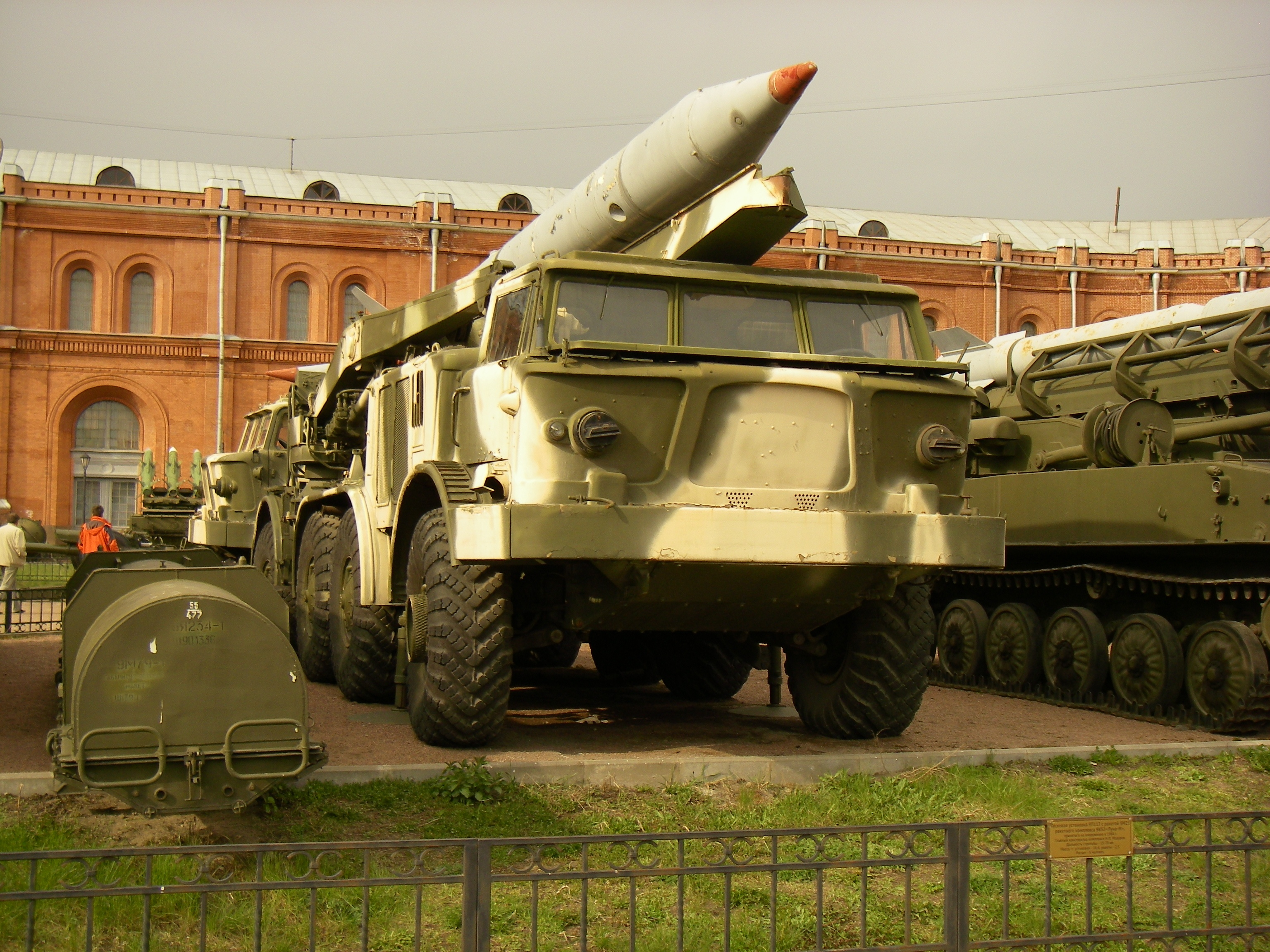
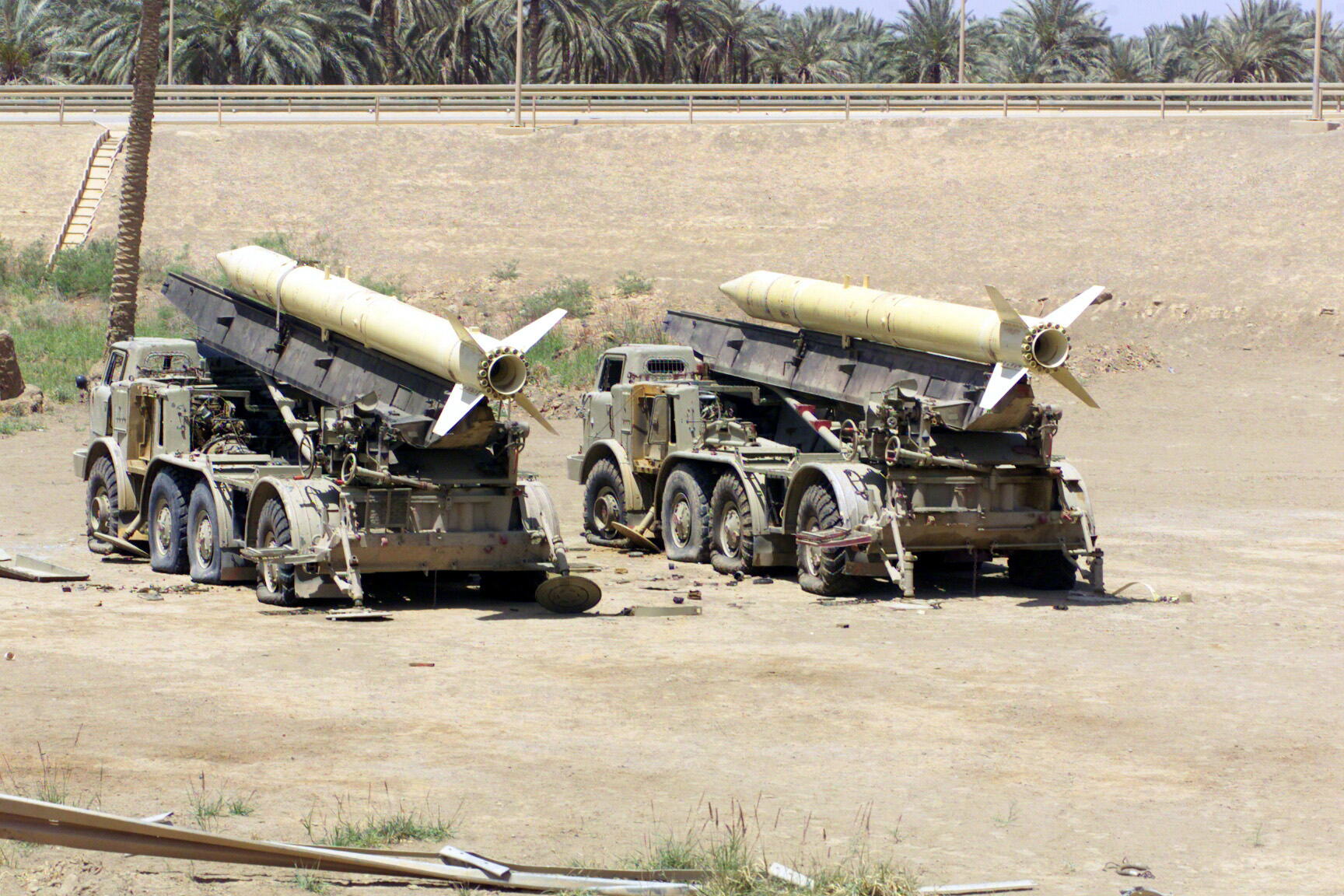

## Användare

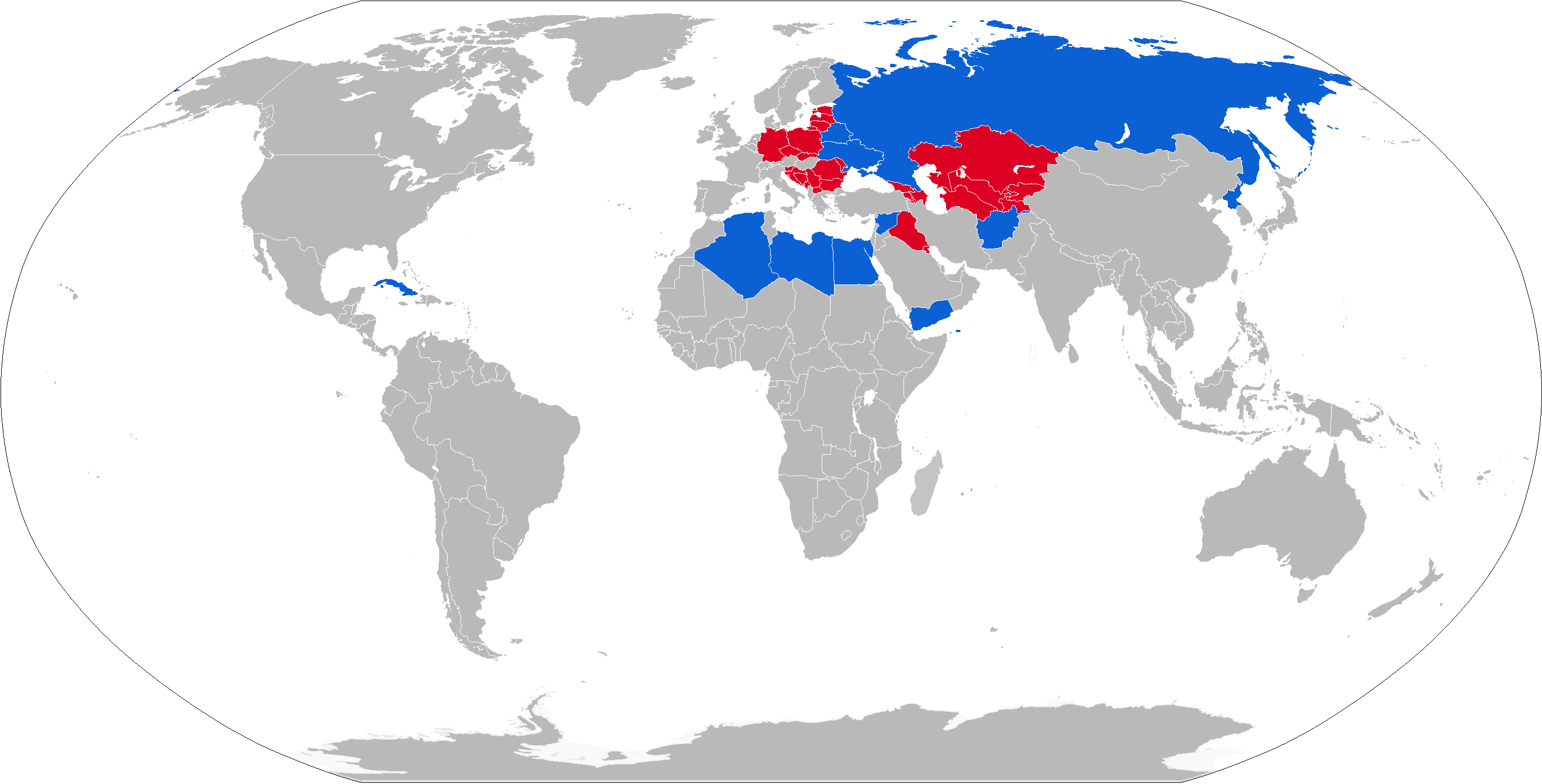
Karta över 9K52-operatörer i blått med tidigare operatörer i rött.

### Nuvarande användare
- Algeriet – 24, inköpta mellan 1964 och 1974, 15 stycken skulle ha avvecklats innan 2014.
- Afghanistan –
- Bosnien och Hercegovina – 10
- Belarus – 36, 9K52 och Tochka
- Kuba –
- Egypten – 24, inköpta mellan 1960 and 1969, troligtvis avvecklade
- Libyen – 45
- Nordkorea – 9K52 och 2K6 Luna, kallas Hwasong-3[12]
- Ryssland – Ett fåtal på lager
- Syrien – 30
- Ukraina – 50
- Jemen – 12

### Tidigare användare
- Bulgarien –
- Tjeckoslovakien –
- Östtyskland –
- Ungern –
- Irak – Förstördes under invasionen 2003
- Kuwait – Erövrade av den irakiska armén under Gulfkriget
- Polen – 49 st 1966-2001 [13]
- Rumänien – Rumänien
- Sydjemen – 12 köpta från Sovjetunionen 1979[14]
- Sovjetunionen –
- Jugoslavien –
- Libanon –